# Cosmiometra
Genre
Cosmiometra est un genre de comatules de la famille des Thalassometridae.

## Liste des espèces
Selon World Register of Marine Species (13 avril 2015) :
- Cosmiometra aster (AH Clark, 1907) -- Indonésie et Japon (425~730 m de profondeur)
- Cosmiometra belsuchel Messing, 2007 -- Palau (180~250 m de profondeur)
- Cosmiometra conifera (Hartlaub, 1890) -- Japon (50~80 m de profondeur)
- Cosmiometra crassicirra (AH Clark, 1908) -- Hawaii (250 m de profondeur)
- Cosmiometra dasybrachia HL Clark, 1916 -- Australie (120~180 m de profondeur)
- Cosmiometra delicata (AH Clark, 1908) -- Hawaii (580 m de profondeur)
- Cosmiometra gardineri AH Clark, 1911 -- Seychelles (180~250 m de profondeur)
- Cosmiometra iole AH Clark, 1950 -- Indonésie et Philippines (220~360 m de profondeur)
- Cosmiometra leilae AH Clark, 1932 -- Maldives et Sri Lanka (200~300 m de profondeur)
- Cosmiometra philippinensis AH Clark, 1911 -- Indonésie et Philippines (250~620 m de profondeur)
- Cosmiometra woodmasoni (Bell, 1893) -- Timor